# The Good Place
The Good Place és una sèrie de televisió estatunidenca de comèdia fantàstica creada per Michael Schur. Es va estrenar el 19 de setembre de 2016 a NBC.
La sèrie se centra en l'Eleanor Shellstrop (Kristen Bell), una dona que es desperta en el més enllà i és enviada a "The Good Place", una utopia semblant al cel dissenyada per en Michael (Ted Danson) amb què es recompensa tots aquells que han fet bondat. L'Eleanor s'adona que l'hi han enviat per error i ha d'ocultar el seu comportament moralment imperfecte i intentar ser una millor persona. William Jackson Harper, Jameela Jamil i Manny Jacinto interpreten altres residents del "The Good Place".
The Good Place ha rebut bones crítiques des de l'estrena. Se n'ha lloat l'originalitat, el guió, les interpretacions i les localitzacions, així com el gir argumental del final de la primera temporada. La segona temporada es va estrenar el 20 de setembre del 2017 i la tercera, el 27 de setembre del 2018.

## Argument
Després de morir atropellada per un camió, l'Eleanor Shellstrop es desperta al més enllà. L'arquitecte Michael li dona la benvinguda al "The Good Place" ("El bon lloc"), un barri dissenyat per ell mateix. En Michael li fa saber que l'han enviat al "The Good Place" pel seu bon comportament i per ajudar els altres desinteressadament, però l'Eleanor s'adona que aquest no és el seu lloc i que l'han confós amb algú altre.
Amb la intenció de quedar-se al "The Good Place", l'Eleanor decideix ocultar els seus antics comportaments moralment imperfectes. Es confessa, això sí, a l'ànima bessona que li han assignat, en Chidi Anagonye, un professor universitari d'ètica. En Chidi accedeix a ajudar l'Eleanor a ser una millor persona per evitar així tortures eternes al "The Bad Place" ("El mal lloc"). També entren en joc altres habitants del barri, com la Tahani Al-Jamil, una filantropa rica que ha recaptat milions a través d'entitats benèfiques, i l'ànima bessona de la Tahani, en Jianyu Li, un monjo budista que fa un vot de silenci però que resulta ser un discjòquei de Florida anomenat Jason Mendoza. A en Michael i als habitants els ajuda la Janet, un ésser artificial encarregada d'assistir-los i d'informar-los.

## Repartiment
- Kristen Bell com a Eleanor Shellstrop, una assalariada d'Arizona que ha entrat al "The Good Place" perquè l'han confós amb una advocada defensora dels drets humans que es diu igual que ella.[4]
- William Jackson Harper com a Chidi Anagonye, un professor d'ètica nascut a Nigèria, l'ànima bessona assignada a l'Eleanor. Va morir en caure-li un aire condicionat al cap.[5]
- Jameela Jamil com a Tahani Al-Jamil, una filantropa rica nascuda al Pakistan i criada a Anglaterra. Va morir aixafada per una estàtua.[6]
- Manny Jacinto com a Jianyu Li, un suposat monjo budista mut de Taiwan i ànima bessona de la Tahani. L'Eleanor descobreix que realment és en Jason Mendoza, un discjòquei aficionat de Florida que venia drogues falses a estudiants d'institut.[7]
- D'Arcy Carden com a Janet, l'assistent personal del barri. Té tots els coneixements de l'univers.[8]
- Ted Danson com a Michael, l'arquitecte del "The Good Place" on viuen l'Eleanor i els altres humans.

## Episodis
| Temporada | Temporada | Episodis | Emissió original       | Emissió original    |
| Temporada | Temporada | Episodis | Inici                  | Final               |
| --------- | --------- | -------- | ---------------------- | ------------------- |
|           | 1         | 13       | 19 de setembre de 2016 | 19 de gener de 2017 |
|           | 2         | 13       | 20 de setembre de 2017 | 1 de febrer de 2018 |
|           | 3         | 13       | 27 de setembre de 2018 | 24 de gener de 2019 |
|           | 4         | 13       | 26 de setembre de 2019 | 30 de gener de 2020 |

### Primera temporada
| Núm. global | Núm. temp. | Títol                          | Direcció             | Guió                       | Data d'emissió          | Espectadors als EUA (milions) |
| ----------- | ---------- | ------------------------------ | -------------------- | -------------------------- | ----------------------- | ----------------------------- |
| 1           | 1          | Everything Is Fine             | Drew Goddard         | Michael Schur              | 19 de setembre del 2016 | 8,04                          |
| 2           | 2          | Flying                         | Michael McDonald     | Alan Yang                  | 19 de setembre del 2016 | 8,04                          |
| 3           | 3          | Tahani Al-Jamil                | Beth McCarthy-Miller | Aisha Muharrar             | 22 de setembre del 2016 | 5,25                          |
| 4           | 4          | Jason Mendoza                  | Payman Benz          | Joe Mande                  | 29 de setembre del 2016 | 4,45                          |
| 5           | 5          | Category 55 Doomsday Crisis    | Morgan Sackett       | Matt Murray                | 6 d'octubre del 2016    | 4,97                          |
| 6           | 6          | What We Owe to Each Other      | Tucker Gates         | Dylan Morgan i Josh Siegal | 13 d'octubre del 2016   | 4,23                          |
| 7           | 7          | The Eternal Shriek             | Trent O'Donnell      | Megan Amram                | 20 d'octubre del 2016   | 3,79                          |
| 8           | 8          | Most Improved Player           | Tristram Shapeero    | Dan Schofield              | 27 d'octubre del 2016   | 3,89                          |
| 9           | 9          | ...Someone Like Me as a Member | Dean Holland         | Jen Statsky                | 3 de novembre del 2016  | 3,68                          |
| 10          | 10         | Chidi's Choice                 | Linda Mendoza        | Demi Adejuyigbe            | 5 de gener del 2017     | 3,53                          |
| 11          | 11         | What's My Motivation           | Lynn Shelton         | Andrew Law                 | 12 de gener del 2017    | 3,64                          |
| 12          | 12         | Mindy St. Claire               | Dean Holland         | Megan Amram i Jen Statsky  | 19 de gener del 2017    | 3,93                          |
| 13          | 13         | Michael's Gambit               | Michael Schur        | Michael Schur              | 19 de gener del 2017    | 3,93                          |

### Segona temporada
| Núm. global | Núm. temp. | Títol                          | Direcció             | Guió                        | Data d'emissió          | Espectadors als EUA (milions) |
| ----------- | ---------- | ------------------------------ | -------------------- | --------------------------- | ----------------------- | ----------------------------- |
| 14          | 1          | Everything Is Great! (Part 1)  | Trent O'Donnell      | Jen Statsky                 | 20 de setembre del 2017 | 5,28                          |
| 15          | 2          | Everything Is Great! (Part 2)  | Trent O'Donnell      | Joe Mande                   | 20 de setembre del 2017 | 5,28                          |
| 16          | 3          | Dance Dance Resolution         | Drew Goddard         | Megan Amram                 | 28 de setembre del 2017 | 4,67                          |
| 17          | 4          | Team Cockroach                 | Morgan Sackett       | Dan Schofield               | 5 d'octubre del 2017    | 4,17                          |
| 18          | 5          | Existential Crisis             | Beth McCarthy-Miller | Andrew Law                  | 12 d'octubre del 2016   | 4,05                          |
| 19          | 6          | The Trolley Problem            | Dean Holland         | Dylan Morgan i Josh Siegal  | 19 d'octubre del 2017   | 3,92                          |
| 20          | 7          | Janet and Michael              | Dean Holland         | Kate Gersten                | 26 d'octubre del 2017   | 3,97                          |
| 21          | 8          | Derek                          | Jude Weng            | Cord Jefferson              | 2 de novembre del 2017  | 3,06                          |
| 22          | 9          | Leap to Faith                  | Linda Mendoza        | Christopher Encell          | 4 de gener del 2018     | 3,08                          |
| 23          | 10         | Best Self                      | Julie Anne Robinson  | Tyler Straessle             | 11 de gener del 2018    | 3,11                          |
| 24          | 11         | Rhonda, Diana, Jake, and Trent | Alan Yang            | Jen Statsky i Dan Schofield | 18 de gener del 2018    | 3                             |
| 25          | 12         | The Burrito                    | Dean Holland         | Megan Amram i Joe Mande     | 25 de gener del 2018    | 3,65                          |
| 26          | 13         | Somewhere Else                 | Michael Schur        | Michael Schur               | 1 de febrer del 2018    | 3,19                          |

### Tercera temporada
| Núm. global | Núm. temp. | Títol                               | Direcció             | Guió                           | Data d'emissió          | Espectadors als EUA (milions) |
| ----------- | ---------- | ----------------------------------- | -------------------- | ------------------------------ | ----------------------- | ----------------------------- |
| 27          | 1          | Everything Is Bonzer! (Part 1)      | Dean Holland         | Jen Statsky i Michael Schur    | 27 de setembre del 2018 | 3,13                          |
| 28          | 2          | Everything Is Bonzer! (Part 2)      | Dean Holland         | Jen Statsky i Michael Schur    | 27 de setembre del 2018 | 3,13                          |
| 29          | 3          | The Brainy Bunch                    | Jude Weng            | Dan Schofield                  | 4 d'octubre del 2018    | 2,96                          |
| 30          | 4          | The Snowplow                        | Beth McCarthy-Miller | Joe Mande                      | 11 d'octubre del 2018   | 2,71                          |
| 31          | 5          | Jeremy Bearimy                      | Trent O'Donnell      | Megan Amram                    | 18 d'octubre del 2018   | 2,70                          |
| 32          | 6          | The Ballad of Donkey Doug           | Rebecca Asher        | Matt Murray                    | 25 d'octubre del 2018   | 2,67                          |
| 33          | 7          | A Fractured Inheritance             | Beth McCarthy-Miller | Kassia Miller                  | 1 de novembre del 2018  | 2,72                          |
| 34          | 8          | The Worst Possible Use of Free Will | Claire Scanlon       | Cord Jefferson                 | 8 de novembre del 2018  | 2,77                          |
| 35          | 9          | Don't Let the Good Life Pass You By | Dean Holland         | Andrew Law                     | 15 de novembre del 2018 | 2,69                          |
| 36          | 10         | Janet(s)                            | Morgan Sackett       | Josh Siegal i Dylan Morgan     | 6 de desembre del 2018  | 2,58                          |
| 37          | 11         | The Book of Dougs                   | Ken Whittingham      | Kate Gersten                   | 10 de gener del 2019    | 2,72                          |
| 38          | 12         | Chidi Sees the Time-Knife           | Jude Weng            | Christopher Encell i Joe Mande | 17 de gener del 2019    | 2,52                          |
| 39          | 13         | Pandemonium                         | Michael Schur        | Megan Amram i Jen Statsky      | 24 de gener del 2019    | 2,39                          |

### Quarta temporada
| Núm. global | Núm. temp. | Títol                           | Direcció                  | Guió                       | Data d'emissió          | Espectadors als EUA (milions) |
| ----------- | ---------- | ------------------------------- | ------------------------- | -------------------------- | ----------------------- | ----------------------------- |
| 40          | 1          | A Girl from Arizona (Part 1)    | Drew Goddard              | Andrew Law i Kassia Miller | 26 de setembre del 2019 | 2,42                          |
| 41          | 2          | A Girl from Arizona (Part 2)    | Drew Goddard              | Andrew Law i Kassia Miller | 3 d'octubre del 2019    | 2,11                          |
| 42          | 3          | Chillaxing                      | Anya Adams                | Aisha Muharrar             | 10 d'octubre del 2019   | 1,92                          |
| 43          | 4          | Tinker, Tailor, Demon, Spy      | Morgan Sackett            | Cord Jefferson             | 17 d'octubre del 2019   | 2,02                          |
| 44          | 5          | Employee of the Bearimy         | Beth McCarthy-Miller      | Joe Mande                  | 24 d'octubre del 2019   | 1,91                          |
| 45          | 6          | A Chip Driver Mystery           | Steve Day                 | Lizzy Pace                 | 31 d'octubre del 2019   | 2,21                          |
| 46          | 7          | Help Is Other People            | Beth McCarthy-Miller      | Dave King                  | 7 de novembre del 2019  | 1,98                          |
| 47          | 8          | The Funeral to End All Funerals | Kristen Bell              | Josh Siegal i Dylan Morgan | 14 de novembre del 2019 | 2,06                          |
| 48          | 9          | The Answer                      | Valeria Migliassi Collins | Dan Schofield              | 21 de novembre del 2019 | 2,05                          |
| 49          | 10         | You've Changed, Man             | Rebecca Asher             | Matt Murray                | 9 de gener del 2020     | 2,08                          |
| 50          | 11         | Mondays, Am I Right?            | Rebecca Asher             | Jen Statsky                | 16 de gener del 2020    | 1,93                          |
| 51          | 12         | Patty                           | Morgan Sackett            | Megan Amram                | 23 de gener del 2020    | 2,12                          |
| 52          | 13         | Whenever You're Ready           | Michael Schur             | Michael Schur              | 30 de gener del 2020    | 2,32                          |